# Coupe de l'Outre-Mer 2010
La Coupe de l'Outre-Mer 2010 (en español: Copa de Ultramar 2010) fue la segunda edición de la Coupe de l'Outre-Mer, un torneo de fútbol que reunió a las selecciones de las colectividades de ultramar francesas. La competición tuvo lugar entre el 22 de septiembre de 2010 y el 2 de octubre de 2010 en Île-de-France, Francia. El campeón fue Martinica al vencer a Reunión en la tanda de penaltis.

## Estadios
- Parc des Sports Louis Boury- Gennevilliers, Hauts de Seine
- Parc des Sports des Maisons Rouges- Bry-sur-Marne, Val-de-Marne
- Stade Bauer- Saint-Ouen, Seine-Saint-Denis
- Stade Dominique Duvauchelle- Créteil, Val-de-Marne
- Stade Georges Pompidou- Villemomble, Seine-Saint-Denis
- Stade Henri-Longuet- Viry-Châtillon, Essonne
- Stade Jean Rolland- Franconville, Val d'Oise
- Stade Louison Bobet- Le Plessis-Trévise, Val de Marne
- Stade Langrenay- Longjumeau, Essonne
- Stade Michel Hidalgo - Saint-Gratien, Val-d'Oise

## Participantes
- Guadalupe
- Martinica
- Guayana Francesa
- Reunión
- Mayotte
- Nueva Caledonia
- San Pedro y Miquelón
- Tahití

### Selecciones que no participaron
- Wallis y Futuna
- San Martín
- San Bartolomé

## Fase de grupos
En esta fase a los equipos ganadores de un partido se le otorgaron 4 puntos por partido ganado, en caso de empate se acudió a la tanda de penaltis donde al ganador se le otorgó 2 puntos y al perdedor un 1 punto. Los primeros de cada grupo avanzaron a la final y los segundos jugaron el partido por el tercer lugar.

### Grupo A
| Equipo               | Pts | PJ | PG | PE | PP | GF | GC | Dif |
| -------------------- | --- | -- | -- | -- | -- | -- | -- | --- |
| Reunión              | 12  | 3  | 3  | 0  | 0  | 14 | 1  | +13 |
| Mayotte              | 6   | 3  | 1  | 1  | 1  | 13 | 4  | +9  |
| Guayana Francesa     | 5   | 3  | 1  | 1  | 1  | 9  | 3  | +6  |
| San Pedro y Miquelón | 0   | 3  | 0  | 0  | 3  | 0  | 28 | -28 |

| Fecha                    | Lugar         |                  |  | Resultado     |  |                      |
| ------------------------ | ------------- | ---------------- |  | ------------- |  | -------------------- |
| 22 de septiembre de 2010 | Saint-Gratien | Reunión          |  | 11:0          |  | San Pedro y Miquelón |
| 22 de septiembre de 2010 | Saint-Gratien | Guayana Francesa |  | 2:2 (2:4 pen) |  | Mayotte              |
| 25 de septiembre de 2010 | Gennevilliers | Reunión          |  | 2:1           |  | Mayotte              |
| 25 de septiembre de 2010 | Gennevilliers | Guayana Francesa |  | 7:0           |  | San Pedro y Miquelón |
| 28 de septiembre de 2010 | Franconville  | Mayotte          |  | 10:0          |  | San Pedro y Miquelón |
| 28 de septiembre de 2010 | Villemomble   | Reunión          |  | 1:0           |  | Guayana Francesa     |

### Grupo B
| Equipo          | Pts | PJ | PG | PE | PP | GF | GC | Dif |
| --------------- | --- | -- | -- | -- | -- | -- | -- | --- |
| Martinica       | 8   | 3  | 2  | 0  | 1  | 8  | 3  | +5  |
| Guadalupe       | 6   | 3  | 1  | 2  | 0  | 4  | 2  | +2  |
| Tahití          | 4   | 3  | 0  | 2  | 1  | 3  | 6  | -3  |
| Nueva Caledonia | 3   | 3  | 0  | 2  | 1  | 2  | 6  | -4  |

| Fecha                    | Lugar              |                 |  | Resultado     |  |                 |
| ------------------------ | ------------------ | --------------- |  | ------------- |  | --------------- |
| 23 de septiembre de 2010 | Bry-sur-Marne      | Guadalupe       |  | 1:1 (5:6 pen) |  | Nueva Caledonia |
| 23 de septiembre de 2010 | Bry-sur-Marne      | Martinica       |  | 4:1           |  | Tahití          |
| 26 de septiembre de 2010 | Viry-Châtillon     | Tahití          |  | 1:1 (4:2 pen) |  | Guadalupe       |
| 26 de septiembre de 2010 | Viry-Châtillon     | Martinica       |  | 4:0           |  | Nueva Caledonia |
| 29 de septiembre de 2010 | Longjumeau         | Nueva Caledonia |  | 1:1 (3:5 pen) |  | Tahití          |
| 29 de septiembre de 2010 | Le Plessis-Trévise | Guadalupe       |  | 2:0           |  | Martinica       |

## Fase final

### Tercer Lugar
| Fecha                | Lugar      |           |  | Resultado |  |         |
| -------------------- | ---------- | --------- |  | --------- |  | ------- |
| 1 de octubre de 2010 | Saint-Ouen | Guadalupe |  | 4:0       |  | Mayotte |

### Final
| Fecha                | Lugar   |           |  | Resultado     |  |         |
| -------------------- | ------- | --------- |  | ------------- |  | ------- |
| 2 de octubre de 2010 | Créteil | Martinica |  | 0:0 (5:3 pen) |  | Reunión |

### Campeón
| Coupe de l'Outre-Mer 2010 |
| ------------------------- |
| Bandera de Martinica      |
| Martinica 1º Título       |

## Goleadores
4 goles
- Ludovic Gotin
- Patrick Percin
- El Habib N'Daka

3 goles
- Abdou-Lihariti Antoissi
- Willy Visnelda

2 goles
- Marc-Frederic Habran
- Orpheo Nalie
- Anthony Tuinfort
- Quency Yenoumou
- Jean-Luc Lambourde
- Ithzak Youssouf Ibrahim
- Jérémy Basquaise
- Eric Farro
- Olivier Gastrin

1 gol
- Rhudy Evens
- Minnji Gomez
- Dominique Moka
- Rodrigue Audel
- Steeve Gustan
- Kevin Parsemain
- Karl Vitulin
- Moussa Bamana
- Darouech Bourahima
- Sebastien Filomar
- Mansour Ramia
- Michel Hmaé
- Francis Waltrone
- Raimana Li Fung Kee
- Lorenzo Tehau
- Axel Williams
- Johan Boulard
- John Elcaman
- Jean-Michel Fontaine
- Pascal N'Gongué
- William Mounoussamy